# Tour of Europe 1979
Tour of Europe 1979 – pierwsza trasa koncertowa Mike'a Oldfielda; w jej trakcie odbyło się dwadzieścia jeden koncertów.
1. 31 marca 1979 – Barcelona, Hiszpania – Palacio Municipal de los Deportes (dwa koncerty)
2. 2 kwietnia 1979 – Madryt, Hiszpania – Pabellón Deportivo del Real Madrid (dwa koncerty)
3. 4 kwietnia 1979 – Paryż, Francja – Pavillon Baltard
4. 5 kwietnia 1979 – Düsseldorf, Niemcy – Phillipshalle
5. 7 kwietnia 1979 – Berlin, Niemcy – Eissporthalle
6. 9 kwietnia 1979 – Bruksela, Belgia – Forst National
7. 10 kwietnia 1979 – Rotterdam, Holandia – De Doelen
8. 12 kwietnia 1979 – Kobenhavn, Dania – Falkoner
9. 14 kwietnia 1979 – Brema, Niemcy – Stadthalle
10. 15 kwietnia 1979 – Hamburg, Niemcy – CCH
11. 17 kwietnia 1979 – Monachium, Niemcy – Saal des Deutschen Museums
12. 18 kwietnia 1979 – Frankfurt, Niemcy – Jahrhunderthalle
13. 21 kwietnia 1979 – Londyn, Anglia – Royal Festival Hall
14. 25 kwietnia 1979 – Londyn, Anglia – Wembley Conference Centre (nagrany na DVD)
15. 26 kwietnia 1979 – Londyn, Anglia – Wembley Conference Centre (nagrany na DVD)
16. 28 kwietnia 1979 – Londyn, Anglia – Wembley Arena
17. 29 kwietnia 1979 – Londyn, Anglia – Wembley Arena
18. 2 maja 1979 – Londyn, Anglia – Wembley Arena
19. 3 maja 1979 – Birmingham, Anglia – Odeon
20. 3 maja 1979 – Birmingham, Anglia – National Exhibition Centre
21. 4 maja 1979 – Manchester, Anglia – Apollo